# Alysiasta multicrenis
Alysiasta multicrenis är en stekelart som beskrevs av Fischer 2006. Alysiasta multicrenis ingår i släktet Alysiasta och familjen bracksteklar. Inga underarter finns listade i Catalogue of Life.